# Flessione (linguistica)

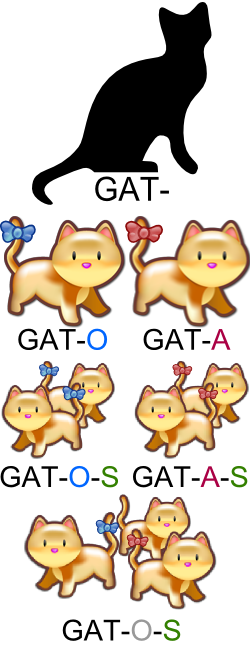
La flessione del nome gato in spagnolo o in portoghese. Si noti il procedimento nella formazione del femminile e del plurale; il femminile si forma cambiando la desinenza come in italiano (da -o si passa infatti ad -a); il plurale si ottiene semplicemente aggiungendo una nuova desinenza (-s), come accade del resto in francese o in inglese. Come in italiano, in rumeno e in francese, si usa il maschile plurale per indicare un insieme misto di elementi maschili e femminili: si dirà che il maschile è la forma non marcata.

In linguistica, si definisce flessione un meccanismo di formazione delle parole in cui una parola viene modificata per esprimere varie categorie grammaticali, come il genere, il numero, la persona, il caso, il tempo, il modo, l'aspetto, la diatesi, la definitezza o l'animatezza.
La flessione del verbo è detta coniugazione. La flessione del sostantivo (e anche delle altre forme non verbali, tra cui l'articolo, l'aggettivo, il pronome, le preposizioni o posposizioni e così via) è detta declinazione. La flessione può fare uso di affissi (prefissi, suffissi, infissi, circonfissi e transfissi), dell'apofonia (talvolta chiamata ablaut) o di altri meccanismi di modificazione. La forma flessa di una parola solitamente contiene sia uno o più morfemi liberi (unità di significato che possono essere impiegate come parole a sé stanti) sia uno o più morfemi legati  (unità di significato che non possono essere impiegate come parole a sé stanti).
Quando, all'interno di una lingua, le flessioni di più parole devono essere rese compatibili fra loro secondo regole precise si parla di concordanza (o accordo). Le parole che non subiscono flessione sono dette invariabili. In italiano, ad esempio, tutti gli avverbi, i  prestiti da lingue straniere o anche le forme mutuate dal latino sono invariabili. Le lingue che raramente fanno uso di flessione (in cui cioè le parole sono tutte o quasi tutte invariabili, come il cinese standard) sono dette isolanti (o analitiche).
Quando invece una lingua presenta un qualche livello di flessione, essa viene detta sintetica. Una lingua sintetica può impiegare la flessione molto estesamente (come il latino, il greco antico, l'ebraico o il sanscrito) o sporadicamente (come l'inglese, l'olandese o il persiano).
Le lingue in cui la flessione ha un uso così diffuso da permettere di esprimere una frase intera in una singola parola (come ad esempio molte lingue native americane) sono dette polisintetiche.
Le lingue in cui singoli morfemi esprimono singole categorie grammaticali (come il finlandese, l'ungherese o il georgiano) sono dette lingue agglutinanti. In tal caso, al termine flessione si preferisce di solito quello di agglutinazione. Le lingue in cui invece un singolo morfema può esprimere varie categorie grammaticali (ad esempio sia il genere sia il numero, come in italiano) sono dette flessive (o fusive).

## Coniugazione e declinazione
Si distinguono tradizionalmente due tipi di flessione, a seconda della classe lessicale a cui appartiene la parola da modificare.
- Per i verbi abbiamo la coniugazione, che varia a seconda del numero, del tempo, del modo e di altre categorie (in alcuni casi a seconda del genere o della diatesi).
- La declinazione è invece il tipo di flessione che riguarda le parole che costituiscono il sintagma nominale, soprattutto l'aggettivo ed il sostantivo. Questi possono ad esempio cambiare a seconda del genere, del caso oppure del numero.

Alcune lingue formano i gradi di comparazione degli aggettivi tramite meccanismi flessivi. Ad esempio, in inglese il comparativo di maggioranza è marcato dall'aggiunta del morfema -er alla radice dell'aggettivo (così big "grande" dà bigger "più grande").

## Confronto con la derivazione
L'aggiunta di morfemi flessivi a una parola impatta solitamente le categorie grammaticali che essa esprime, ma raramente ne cambia il significato o la classe lessicale (ad esempio, trasformando un verbo in un sostantivo).
Di contro, l'aggiunta di morfemi derivativi permette di creare una parola nuova a partire da una parola esistente o di cambiarne la classe lessicale.
Pertanto ad esempio, le forme "attendo" e "attendevamo" si distinguono tramite morfemi flessivi. Le forme "attendo" e "attesa" tramite morfemi derivativi.
Le forme ottenute tramite morfemi flessivi non vengono solitamente considerate parole distinte, bensì forme diverse della stessa parola. Ciò si riflette nei dizionari, che le riportano solitamente sotto un unico lemma, distinguendo invece in lemmi diversi le forme ottenute tramite morfemi derivativi. Nell'esempio precedente, "attendo" e "attendevamo" non rappresenterebbero voci distinte in alcun dizionario; "attendo" e "attesa" sono invece di solito voci distinte.

## La flessione ed i suoi meccanismi di formazione
A seconda del modo in cui vengono formate le forme flesse, si possono stabilire delle categorie di flessione (che non si escludono reciprocamente):
- la flessione ottenuta tramite un affisso (si tratta soprattutto di suffissazione desinenziale), tipica, ad esempio, del greco, del latino e, a vari livelli, delle lingue da essi derivate;
- quella che si ottiene tramite una modifica della radice (introflessione), abbondantemente attestata nelle lingue semitiche ma operante anche in greco, in latino e in varie lingue romanze e germaniche (vedi plurale fratto e apofonia)